# Charles Crozat Converse
Charles Converse, född 1832, död 1918. Amerikansk jurist och musiker, tonsättare. Han finns representerad i Den svenska psalmboken 1986 med ett verk komponerat 1868, (nr 48). Samma melodi används i Frälsningsarméns sångbok 1990 till sång nr 627.

## Psalmer
- Låt din Gud bestämma vägen (FA 1990 nr. 627)
- Vilken vän vi har i Jesus i Den svenska psalmboken 1986 nr 48. Finns på Wikisource.